# Cuenca hullera

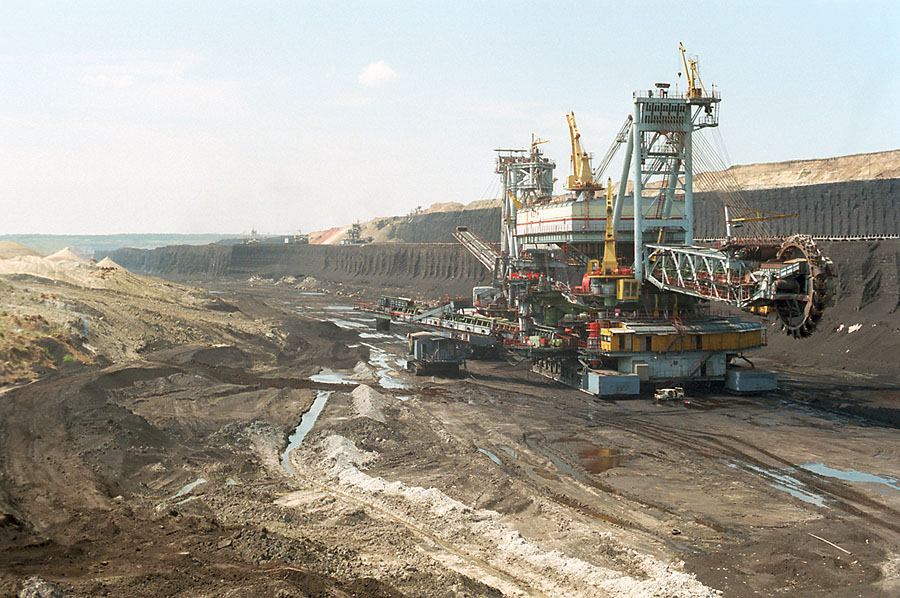
Mina a cielo abierto de lignito de Berezovskiy en la cuenca de Kansk-Achinsk (cerca de Nazarovo)

Una cuenca hullera es una formación geológica de la que se puede extraer hulla.

## Características
Una cuenca hullera es, en su origen, una cuenca sedimentaria, que puede haber sido plegada posteriormente por fuerzas telúricas, donde una gran cantidad de plantas han sido sepultadas, a menudo en olas sucesivas, por sedimentos que han impedido su descomposición. Estas plantas se han convertido, por la presión y el calor resultantes del peso de los sedimentos depositados encima, en rocas del tipo carbón, lignito, hulla, antracita. La hullificación implica que las plantas fueron sepultadas rápidamente bajo flujos de lodo y aportes aluviales para evitar su oxidación total.
El carbón ha sido explotado desde la Edad Media, pero industrialmente desde finales del siglo XVIII hasta el siglo XXI con fines industriales, en regiones donde era abundante.

## Regiones
Las regiones mineras hulleras y del carbón son importantes industrias de extracción de recursos en muchas partes del mundo. Proporcionan una gran cantidad de energía de combustibles fósiles en la economía mundial.
La República Popular China es el mayor productor de carbón del mundo (y su principal fuente de energía), mientras que Australia, seguida por Indonesia son los mayores exportadores. Los países con las mayores reservas probadas de carbón negro son Estados Unidos (250200 millones de toneladas), Rusia (160300 millones de toneladas), Australia (147400 millones de toneladas), China (138800 millones de toneladas) e India (101300 millones de toneladas).
Una región minera del carbón es una región en la que la minería del carbón es una actividad económica importante. Las regiones mineras del carbón a menudo se asocian con el impacto social, cultural y ambiental de su minería.